# The Lady of Shalott (Waterhouse)
Pour le poème, voir The Lady of Shalott.
The Lady of Shalott (La Dame de Shalott) est une huile sur toile de 1888 du peintre préraphaélite anglais John William Waterhouse. Waterhouse composera trois versions différentes sur ce thème, en 1888, 1894 et en 1915.

## Le poème de Tennyson
Cette œuvre est la représentation d'une scène tirée du poème du même nom, écrit par Lord Alfred Tennyson en 1832, dans lequel le poète décrit le destin d'une jeune femme, enfermée pour une raison secrète dans une tour voisine du château du roi Arthur, Camelot. Le poème de Tennyson raconte l'histoire d'une jeune fille nommée Elaine qui porte une malédiction : elle doit rester dans la tour et tisser une longue toile. La malédiction lui interdit de quitter la tour et même de regarder par la fenêtre. Un miroir est suspendu dans sa chambre dans lequel le monde se reflète, et la jeune fille doit tisser une tapisserie, représentant les merveilles du monde qu'elle a réussi à voir.
Un jour, elle voit le chevalier Lancelot dans ce miroir et elle quitte la pièce pour le regarder depuis la fenêtre. À ce moment précis, la malédiction est accomplie, la tapisserie est démêlée et le miroir se fissure.
115. Le miroir se brisa de part en part ;
116. « La malédiction s’abat sur moi » s’écria
117. La Dame de Shalott
Elaine fuit la tour. Sur une rive du fleuve, elle trouve un bateau et y écrit son nom. Elle flotte vers Camelot vêtue de « blanc neigeux » virginal, elle chante un chant triste avant de mourir sans jamais atteindre Camelot.
L’amour de la morte n’est pas récompensé.  Lorsque les gens la trouvent, Sir Lancelot commente simplement son « beau visage » :
Il dit : " elle a un joli visage ;
Dans sa miséricorde Dieu lui a donné la grâce,
A la Dame de Shalott. "
La poésie de Tennyson était très populaire parmi les préraphaélites.
Bien que cette poésie décrive l'amour tragique, les préraphaélites (Holman Hunt, Rossetti, Arthur Hughes, Waterhouse) ont toujours donné au personnage de The Lady Shalott leur propre signification qui reflétait la vision du rôle et les conditions de la femme de l'ère victorienne. Le rôle de la femme en tant que gardienne du foyer grandissait et les préraphaélites montraient en même temps un conflit interne entre les espoirs personnels et les responsabilités sociales des femmes.
Cette œuvre est la représentation d'une scène tirée du poème du même nom, écrit par Lord Alfred Tennyson en 1832, dans lequel le poète décrit le destin d'une jeune femme (librement inspirée d'Élaine d'Astolat, languissant d'un amour non partagé envers le chevalier Lancelot), enfermée pour une raison secrète dans une tour voisine du château du roi Arthur, Camelot. Waterhouse a peint trois épisodes de cette légende en 1888, 1894 et 1916.
Très prisés des poètes et peintres préraphaélites, les vers de Tennyson ont été illustrés par de nombreux artistes, parmi lesquels figurent Dante Gabriel Rossetti, William Maw Egley et William Holman Hunt. Tout au long de sa carrière, Waterhouse se passionne pour les poèmes d'Alfred Tennyson et de John Keats.

## Description du tableau
Waterhouse représente The Lady of Shalott à un moment où elle est assise dans un bateau et tient une chaîne qui le fixe au rivage. A proximité se trouve une tapisserie, jadis au centre de sa vie, aujourd'hui oubliée et partiellement immergée dans l'eau. Des bougies et un crucifix font ressembler le bateau à un bateau-tombe. Un bateau-sépulture est un tombeau spécial utilisé dans une cérémonie funéraire chez les Anglo-Saxons, les Mérovingiens, les Vikings.
Elaine a une expression triste. Les bougies devant elle symbolisent la vie. Deux d'entre elles sont soufflées. Waterhouse laisse entendre qu'Elaine n'a pas eu à vivre longtemps. La bouche de la jeune fille est ouverte : elle chante une chanson d'adieu.
Le paysage est peint sans minutie dans les détails propres aux traitements de la nature des préraphaélites. Ici Waterhouse s'est éloigné ainsi des traditions de la Confrérie, pour accentuer l’attention sur le personnage et non sur la nature.

## Commentaires
Si cette peinture est typiquement préraphaélite dans sa composition et ses tonalités, son cadrage centré, de même que le parallèle visuel entre les branches des arbres et les cheveux, les plis de la robe et la tapisserie de la jeune femme, dénotent des conventions formelles et spatiales empruntées au style néo-classique. Le thème, lui, est typiquement préraphaélite, illustrant l'histoire d'une femme vulnérable et condamnée par le destin, enveloppée dans une lumière chaude de fin d'après-midi. Durant la fin du XIXe siècle, les bougies étaient souvent utilisées pour symboliser la vie : dans cette image, deux d'entre elles sont éteintes.
The Lady of Shalott a été léguée au public par Sir Henry Tate en 1894.

## Versions ultérieures deThe Lady of Shalott

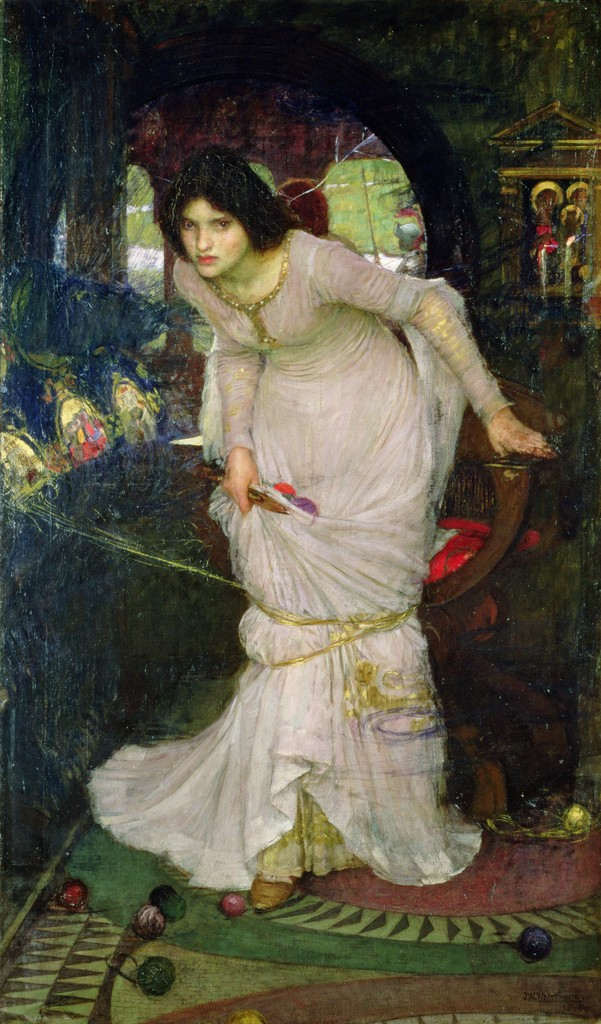
John William Waterhouse, The Lady of Shallot Looking at Lancelot, 1894, Oil on canvas, Leeds Art Gallery

Par la suite Waterhouse a peint deux autres tableaux sur The Lady of Shalott. Waterhouse traite le sujet de façon différente.
La version de 1894 s'appelle The Lady of Shallot Looking at Lancelot.

La composition ressemble à « The Lady of Shalott » de Holman Hunt. Chez Hunt, Eliane est prise au piège de sa tapisserie comme dans une toile d’araignée. Waterhouse reprend cette scène.
Elaine est représentée au moment de l'automne. De la fenêtre de sa tour, elle regarde un chevalier qui passe, des fils de tapisserie s'enroulent autour de ses genoux, et derrière elle un miroir fissuré.

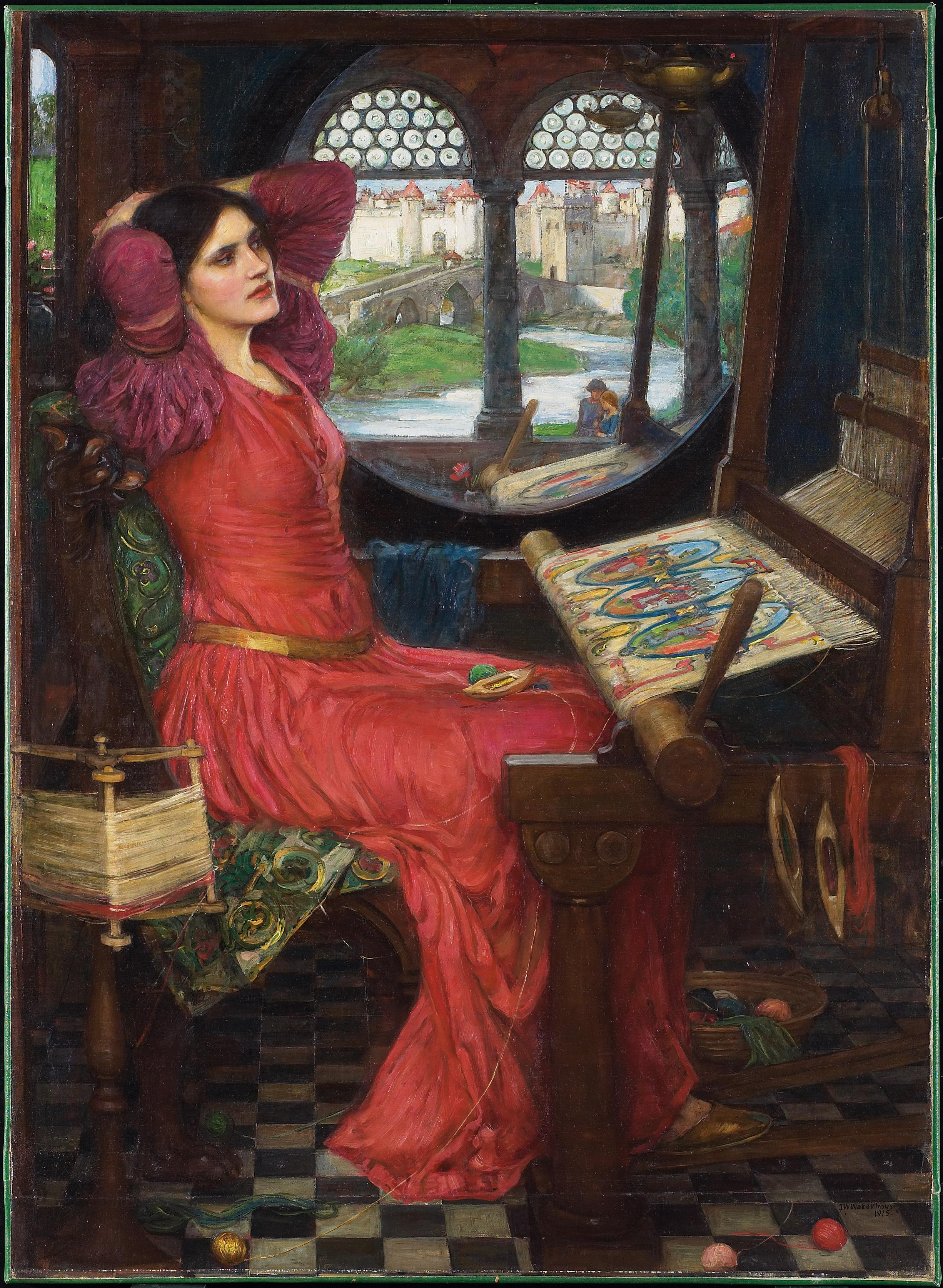
John William Waterhouse, I Am Half-Sick of Shadows, Said the Lady of Shalott, 1915, Oil on canvas, Art Gallery of Ontario, Toronto

Comme dans la version de 1888, Waterhouse n’accuse pas la femme qui se donne aux émotions, mais sympathise avec elle.
Elaine est bouleversée, peut-être effrayée. Est-ce la naissance de l'amour ? Cet amour va la tirer du monde des ombres pour la conduire dans le monde réel où elle va mourir.
La dernière version de Waterhouse de The Lady of Shalott (1911) est intitulée "I am Half-Sick of Shadows" said the Lady of Shalott" 

"Je suis hanté par les ombres" est une citation du poème de Tennyson. Contrairement au poème, The Lady of Shalott est vêtue non pas d'une robe blanche, mais d'un rouge vif.
Sa silhouette ressemble à la pose sensuelle de Mariana de Millais (1851). La pièce est éclairée par le soleil et peinte de couleurs vives, dans le style des premiers préraphaélites. Il semble qu'Elaine souffre d'ennui, il est donc évident qu'elle va tôt ou tard succomber à la tentation de regarder le monde réel.